# Верхнемезенск
Верхнемезе́нск — нежилой лесозаготовительный посёлок в Удорском районе Республики Коми. Относится к Усогорскому поссовету.
Один из четырёх посёлков, построенных в Коми АССР в 1970—1980 годах для проживания болгарских лесозаготовителей (остальные три — Усогорск, Благоево и Междуреченск) совместного советско-болгарского производственного объединения «Мезеньлес» — «Лесозаготовки и строительство». Верхнемезенск был удалён от остальных посёлков, но при этом хорошо благоустроен. В посёлке были школа, детский сад, дом культуры, поликлиника, баня, магазин. Одна центральная улица, мост через реку Мезень. Зарегистрирован 23 июля 1982 года, однако строительство начато не позднее 1976 года. В 1989 году здесь проживало 86 человек.
В 1994 году, после расторжения договора с Болгарией, посёлок был расселён. Расстояние от посёлка до Кослана — почти 120 км. Дорога в разбитом состоянии.
В конце 1990-х годов руководство Республики Коми во главе с Юрием Спиридоновым предпринимало попытки восстановить посёлок. В республиканских и центральных СМИ освещалась идея создания в Верхнемезенске так называемого «города солнца» — комфортабельного поселения для реабилитации людей, имеющих проблемы со здоровьем. Однако проект не был реализован. Посёлок без населения в 2012 году депутаты райсовета признали неперспективным и обратились в правительство республики с предложением исключить его из реестра населённых пунктов Коми.
В настоящее время посёлок покинут.

## Население
| 1989 | 2002 | 2010 |
| ---- | ---- | ---- |
| 86   | ↘0   | →0   |